# Saimen

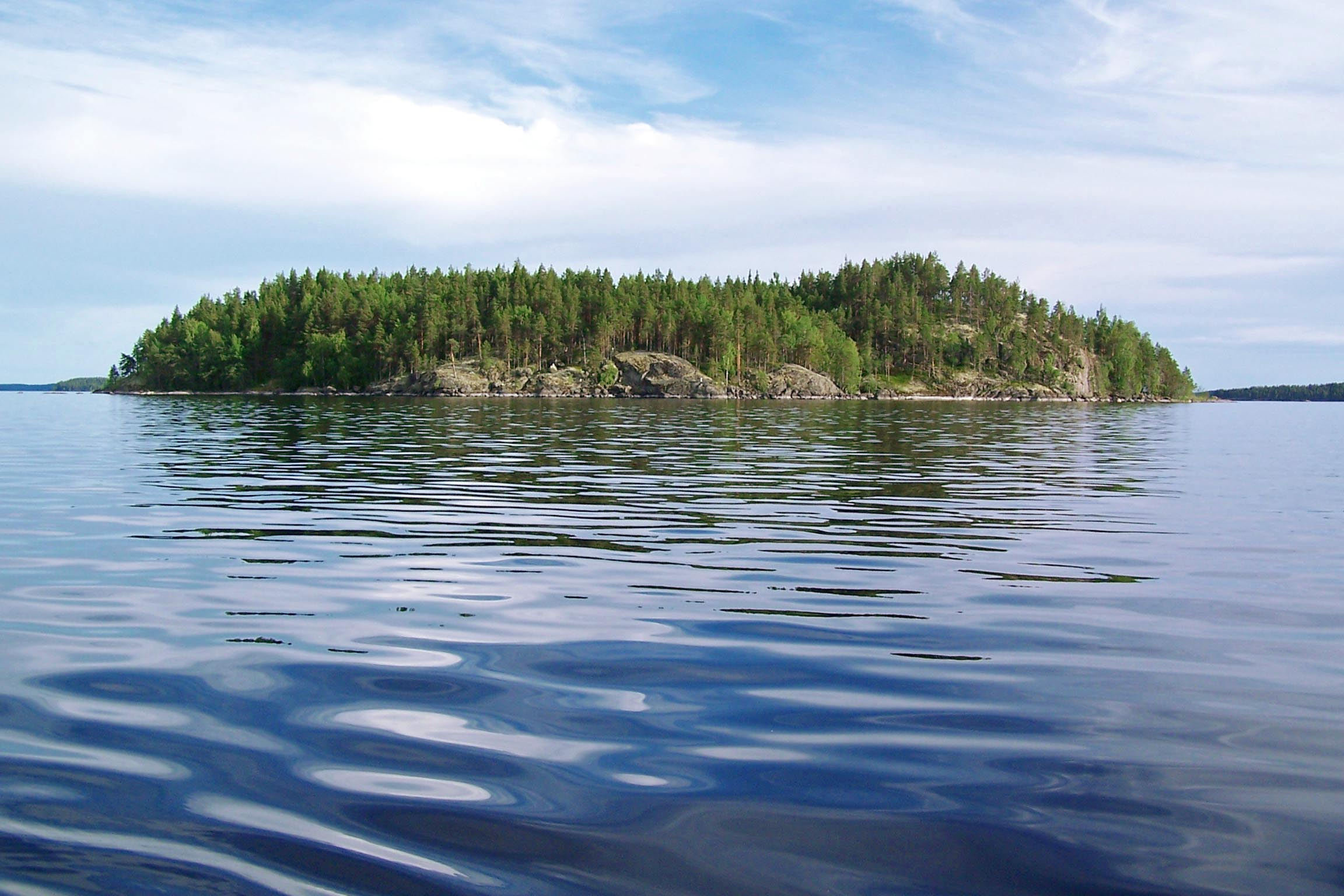
Linnansaari nationalpark beläget i Saimen.

Saimen (finska: Saimaa ([ˈsɑi̯mɑː])) är Finlands största och Europas fjärde största sjö, efter Ladoga, Onega och Vänern. Höjden på sjöytan är 75,7 meter över havet. Saimen har en vattenareal på 4 400 km², och innehåller dessutom 13 710 öar med en sammanlagt yta på 1 700 km².
Städerna Imatra, Villmanstrand, Nyslott, S:t Michel, Varkaus, Joensuu och Kides ligger vid sjön. Saimen utgör den centrala delen i insjöfinland.
Saimen är Södra Karelens landskapssjö.
Södra delen av Saimen upptogs på Unescos lista över globala ekoparker år 2021.

## Fjärdar
Saimen kallas även Stor-Saimen och kan antingen uppfattas som en enda sjö eller rentav hundra. Den räknas som en sjö eftersom vattennivån är jämn och bara skiljer sig 11 cm på 240 km mellan Joensuu och Varkaus. Stor-Saimens talrika insjöbäcken skiljer sig åt med smala sund och har olika is-, värme- och strömförhållanden och kan därför anses vara skilda sjöar.
De största fjärdarna är Egentliga eller Södra Saimen, Pihlajavesi söder om Nyslott, Orivesi på gränsen mellan Norra Karelen och Södra Savolax samt Haukivesi norr om Nyslott.
| Fjärd        | Yta (km²) | Djup (m) | Medeldjup (m) | Volym (km³) | Strandlinje (km) | Noter  |
| ------------ | --------- | -------- | ------------- | ----------- | ---------------- | ------ |
| Södra Saimen | 1 377,03  | 85,81    | 10,8          | 14,822      | 5 276,64         | [ 6 ]  |
| Pihlajavesi  | 712,585   | 72       | 11,33         | 8,076       | 3 628,65         | [ 7 ]  |
| Orivesi      | 601,302   | 74       | 9,16          | 5,507       | 1 332,46         | [ 8 ]  |
| Haukivesi    | 560,429   | 55       | 9,13          | 5,114       | 2 355,33         | [ 9 ]  |
| Puruvesi     | 416,354   | 61       | 8,76          | 3,655       | 923,97           | [ 10 ] |
| Pyhäselkä    | 361,104   | 67       | 8,76          | 3,162       | 548,18           | [ 11 ] |
| Enonvesi     | 196,676   |          |               |             | 1 310,17         | [ 12 ] |
| Pyyvesi      | 29,751    | 47,15    | 10,62         | 0,316       | 150,64           | [ 13 ] |
| Ukonvesi     | 24,233    | 30,44    | 5,91          | 0,143       | 162,84           | [ 14 ] |

## Hydrologi
Det största vattentillflödet utgörs av Pielisstråten, som genom Pielis älv avrinner till Saimen vid Pyhäselkä nära Joensuu. Iso-Kalla avrinner dels genom Leppävirtastråten på den västra sidan av ön Soisalo och dels genom Heinävesistråten på den östra sidan av Soisalo. Vattnet i dessa två stråtar når Saimens vattennivå i Haukivesi vid Huruskoski i Varkaus resp. i Kolovesi vid Pilppa kanal i Heinävesi.
Saimen är centralsjön i Vuoksens vattendrag. Sjön avrinner genom Vuoksen till Ladoga och vidare genom floden Neva till Finska viken. En del av vattnet i Saimen avrinner genom Valkealastråten i Kymmene älvs vattendrag.

## Insjötrafik
Saima kanal förbinder Villmanstrand med Viborg och Finska viken. Flera kanaler förbinder Saimen med andra finska sjöar i östra Finland, däribland Unnukka, Kallavesi, Pielisjärvi och Juojärvi. Kanalerna bildar ett nätverk av vattenvägar. Tidigare användes kanalerna för transporter av virke och annat gods, men idag omfattar trafiken främst småbåts- och kryssningstrafik (med undantag för den omfattande godstrafiken genom Saima kanal).

## Fauna
Saimenvikaren är en underart av sälarten vikare. Denna säl lever enbart i sötvatten, i Saimen.
Saimenlaxen är en hotad laxart i Saimen.